# Capito wallacei
Capito wallacei  (лат.) — вид птиц семейства бородатковых. Впервые обнаружен в 1996 году, а формально описан в 2000 году. Назван в честь британского зоолога Алфреда Рассела Уоллеса (1823—1913).
Эндемик Перу. Встречается только в Национальном парке Кордильера-Асул в департаменте Лорето. Обитает в горном влажном лесу на высоте от 1250 до 1540 м над уровнем моря.
Мелкая птица длиной до 19 см. Верхняя часть головы и шея красная. Узкая чёрная полоса отделяет красный лоб от клюва; эта полоса расширяется в верхней части головы и проходит через глаза к бокам шеи. Передняя верхняя часть тела чёрная с боков, посередине спины красный цвет переходит на жёлтый, затем в желтовато-белый. Хвост верхней стороны чёрный, с нижней стороны — коричневый. Горло и верхняя часть груди белые. На груди проходит широкая красная полоса. Брюхо жёлтое, подхвостье белое. Самки похожи на самцов, но имеют белые пятнышки на чёрной полосе у глаз.
Обитает в верхнем ярусе лесов. Питается плодами деревьев, реже насекомыми. Сезон размножения приходится на период с марта по май.